# Comté d'Elko
Le comté d'Elko, en anglais : Elko County, est un comté situé dans l'État du Nevada, aux États-Unis. Son siège est la ville d'Elko, située sur la rivière Humboldt. Selon le recensement de 2020, la population du comté est de 53 702 habitants.

## Géographie
La superficie du comté est de 44 555 km2, dont 44 493 km2 est de terre. Il est le quatrième plus grand comté des États-Unis en dehors de l'Alaska.  
Les monts Santa Renia sont situés sur le territoire du comté.

### Comtés adjacents
Nevada : 
- Comté de Humboldt (ouest)
- Comté de Lander (sud-ouest)
- Comté d'Eureka (sud-ouest)
- Comté de White Pine (sud)

Utah : 
- Comté de Tooele, (est)
- Comté de Box Elder, (est)

Idaho : 
- Comté de Cassia, (nord-est)
- Comté de Twin Falls, (sud-est)
- Comté d'Owyhee, (nord)

## Démographie
| Groupe                           | Comté d'Elko | Nevada | États-Unis |
| -------------------------------- | ------------ | ------ | ---------- |
| Blancs                           | 79,4         | 66,2   | 72,4       |
| Autres                           | 10,3         | 12,0   | 6,2        |
| Amérindiens                      | 5,3          | 1,2    | 0,9        |
| Métis                            | 3,2          | 4,7    | 2,9        |
| Asiatiques                       | 0,9          | 7,2    | 4,8        |
| Noirs                            | 0,8          | 8,1    | 12,6       |
| Océaniens                        | 0,1          | 0,6    | 0,2        |
| Total                            | 100          | 100    | 100        |
| Hispaniques et Latino-Américains | 22,9         | 26,5   | 16,7       |

Selon l'American Community Survey, en 2010, 84,19 % de la population âgée de plus de 5 ans déclare parler l'anglais à la maison, 13,68 % l'espagnol et 2,13 % une autre langue.